# Championnat d'Arménie de football 1992
Navigation
Saison suivante
La saison 1992 du Championnat d'Arménie de football était la toute première édition de la première division arménienne depuis l'indépendance du pays vis-à-vis de l'Union soviétique, en août 1991. Vingt-quatre équipes, issues des divers championnats soviétiques, sont réparties en 2 poules, où tous les clubs s'affrontent en matchs aller et retour. À la fin de cette première phase, les 6 premiers de chaque poule disputent une poule pour le titre tandis que les 6 derniers jouent la poule de relégation. Pour permettre le passage du championnat de 24 à 16 équipes (avec une poule unique), seuls les 3 premiers de la poule de relégation se maintiennent parmi l'élite.
Fait assez rare dans les championnats modernes, le titre national est partagé entre deux équipes cette saison. En effet, les clubs de Shirak FC Giumri et Homenetmen Erevan terminent à égalité de points et de différence de buts en tête de la poule pour le titre. Aucun barrage n'est organisé pour les départager et les 2 clubs sont déclarés champions.

## Les 24 clubs participants
| - Ararat Erevan - Banants Kotaik - Homenetmen Erevan - Syunik Kapan - Homenmen-FIMA Erevan - Nairi Erevan - Malatia Erevan - Zoravan Yegvart - Lori Vanadzor - NIG Aparan - Alashkert Martuni - Akhtamar Sevan | - Shirak FC Giumri - Kotayk Abovian - Van Erevan - Kilikia Erevan - Zvartnots Echmiadzin - Kanaz Erevan - Kasakh Ashtarak - Shengavit Erevan - Impuls Dilidjan - Aznavour Noyemberyan - Araks Armavir - Debed Alaverdi |

## Compétition
Le barème de points servant à établir les classements se décompose ainsi :
- Victoire : 2 points
- Match nul : 1 point
- Défaite : 0 point

### Première phase

#### Poule 1
| Rang | Équipe               | Pts | J  | G  | N | P  | Bp | Bc | Diff |
| ---- | -------------------- | --- | -- | -- | - | -- | -- | -- | ---- |
| 1    | Ararat Erevan        | 37  | 22 | 17 | 3 | 2  | 84 | 18 | +66  |
| 2    | Banants Kotaik       | 37  | 22 | 17 | 3 | 2  | 66 | 19 | +47  |
| 3    | Homenetmen Erevan    | 33  | 22 | 14 | 5 | 3  | 58 | 26 | +32  |
| 4    | Syunik Kapan         | 31  | 22 | 13 | 5 | 4  | 63 | 43 | +20  |
| 5    | Homenmen-FIMA Erevan | 24  | 22 | 9  | 6 | 7  | 33 | 26 | +7   |
| 6    | Nairi Erevan         | 21  | 22 | 8  | 5 | 9  | 27 | 26 | +1   |
| 7    | Malatia Erevan       | 20  | 22 | 7  | 6 | 9  | 34 | 42 | -8   |
| 8    | Zoravan Yegvart      | 17  | 22 | 8  | 1 | 13 | 39 | 43 | -4   |
| 9    | Lori Vanadzor        | 17  | 22 | 6  | 5 | 11 | 28 | 50 | -22  |
| 10   | NIG Aparan           | 11  | 22 | 5  | 1 | 16 | 21 | 60 | -39  |
| 11   | Alashkert Martuni    | 8   | 22 | 3  | 2 | 17 | 32 | 77 | -45  |
| 12   | Akhtamar Sevan       | 8   | 22 | 3  | 2 | 17 | 14 | 69 | -55  |

|  | Qualification pour la poule pour le titre |
|  | Participation à la poule de relégation    |

#### Poule 2
| Rang | Équipe               | Pts | J  | G  | N | P  | Bp | Bc  | Diff |
| ---- | -------------------- | --- | -- | -- | - | -- | -- | --- | ---- |
| 1    | Shirak FC Giumri     | 39  | 22 | 18 | 3 | 1  | 76 | 8   | +68  |
| 2    | Kotayk Abovian       | 35  | 22 | 16 | 3 | 3  | 58 | 23  | +35  |
| 3    | Van Erevan           | 33  | 22 | 15 | 3 | 4  | 67 | 26  | +41  |
| 4    | Kilikia Erevan       | 31  | 22 | 14 | 3 | 5  | 76 | 29  | +47  |
| 5    | Zvartnots Echmiadzin | 26  | 22 | 9  | 8 | 5  | 51 | 35  | +16  |
| 6    | Kanaz Erevan         | 25  | 22 | 10 | 5 | 7  | 49 | 37  | +12  |
| 7    | Kasakh Ashtarak      | 22  | 22 | 8  | 6 | 8  | 32 | 37  | -5   |
| 8    | Shengavit Erevan     | 20  | 22 | 7  | 6 | 9  | 31 | 42  | -11  |
| 9    | Impuls Dilidjan      | 11  | 22 | 5  | 1 | 16 | 30 | 60  | -30  |
| 10   | Aznavour Noyemberyan | 11  | 22 | 3  | 5 | 14 | 25 | 47  | -22  |
| 11   | Araks Armavir        | 7   | 22 | 2  | 3 | 17 | 14 | 78  | -64  |
| 12   | Debed Alaverdi       | 4   | 22 | 1  | 2 | 19 | 25 | 112 | -87  |

|  | Qualification pour la poule pour le titre |
|  | Participation à la poule de relégation    |

### Seconde phase

#### Poule pour le titre
Les 6 premiers de chaque poule se retrouvent au sein d'une poule unique pour se disputer le titre national. Ils démarrent la seconde phase avec les résultats et points obtenus face aux formations de leur poule de première phase et ne rencontrent en matchs aller-retour que les équipes provenant de l'autre poule.
| Rang | Équipe               | Pts | J  | G  | N | P  | Bp | Bc  | Diff |
| ---- | -------------------- | --- | -- | -- | - | -- | -- | --- | ---- |
| 1    | Shirak FC Giumri     | 37  | 22 | 17 | 3 | 2  | 58 | 14  | +44  |
| 1    | Homenetmen Erevan    | 37  | 22 | 17 | 3 | 2  | 75 | 31  | +44  |
| 3    | Banants Kotaik C     | 36  | 22 | 17 | 2 | 3  | 77 | 26  | +51  |
| 4    | Ararat Erevan        | 34  | 22 | 15 | 4 | 3  | 78 | 15  | +63  |
| 5    | Van Erevan           | 23  | 22 | 11 | 1 | 10 | 48 | 53  | -5   |
| 6    | Syunik Kapan         | 19  | 22 | 8  | 3 | 11 | 42 | 47  | -5   |
| 7    | Kotayk Abovian       | 17  | 22 | 7  | 3 | 12 | 32 | 45  | -13  |
| 8    | Nairi Erevan         | 17  | 22 | 6  | 5 | 11 | 26 | 52  | -26  |
| 9    | Homenmen-FIMA Erevan | 16  | 22 | 6  | 4 | 12 | 39 | 42  | -3   |
| 10   | Zvartnots Echmiadzin | 11  | 22 | 3  | 5 | 14 | 30 | 61  | -31  |
| 11   | Kanaz Erevan         | 9   | 22 | 3  | 3 | 16 | 29 | 62  | -33  |
| 12   | Kilikia Erevan       | 8   | 22 | 3  | 2 | 17 | 21 | 107 | -86  |

|  | Champion d'Arménie 1992           |
|  | C Vainqueur de la Coupe d'Arménie |

#### Poule de relégation
Les 6 derniers de chaque poule se retrouvent au sein d'une poule unique pour éviter la relégation. Ils démarrent la seconde phase avec les résultats et points obtenus face aux formations de leur poule de première phase et ne rencontrent en matchs aller-retour que les équipes provenant de l'autre poule.
| Rang | Équipe               | Pts | J  | G  | N | P  | Bp | Bc | Diff |
| ---- | -------------------- | --- | -- | -- | - | -- | -- | -- | ---- |
| 1    | Kasakh Ashtarak      | 33  | 22 | 15 | 3 | 4  | 60 | 26 | +34  |
| 2    | Shengavit Erevan     | 31  | 22 | 13 | 5 | 4  | 53 | 31 | +22  |
| 3    | Impuls Dilidjan      | 30  | 22 | 13 | 4 | 5  | 54 | 33 | +21  |
| 4    | Malatia Erevan       | 27  | 22 | 11 | 5 | 6  | 58 | 37 | +21  |
| 5    | Aznavour Noyemberyan | 27  | 22 | 11 | 5 | 6  | 45 | 29 | +16  |
| 6    | Zoravan Yegvart      | 24  | 22 | 10 | 4 | 8  | 49 | 39 | +10  |
| 7    | Lori Vanadzor        | 22  | 22 | 9  | 4 | 9  | 45 | 50 | -5   |
| 8    | NIG Aparan           | 15  | 22 | 6  | 3 | 13 | 35 | 52 | -17  |
| 9    | Araks Armavir        | 15  | 22 | 5  | 5 | 12 | 27 | 52 | -25  |
| 10   | Akhtamar Sevan       | 15  | 22 | 5  | 5 | 12 | 26 | 47 | -21  |
| 11   | Debed Alaverdi       | 13  | 22 | 4  | 5 | 13 | 32 | 65 | -33  |
| 12   | Alashkert Martuni    | 12  | 22 | 5  | 2 | 15 | 41 | 64 | -23  |

|  | Relégation en deuxième division |

## Bilan de la saison
| Championnat d'Arménie de football 1992     | |
| Champion                                   | Shirak FC Giumri et Homenetmen Erevan (1er titre)                                                                                          |
| Coupes et trophées                         | |
| Vainqueur de la Coupe d'Arménie 1992       | Banants Kotaik |
| Qualifications continentales               | |
| Ligue des champions 1993-1994 Premier tour | Aucun |
| Coupe des Coupes 1993-1994 Premier tour    | Aucun |
| Coupe UEFA 1993-1994 Premier tour          | Aucun |
| Promotions et relégations                  | |
| Promus en Premier-Liga                     | FC Ararat |
| Relégués en Second-Liga                    | Malatia Erevan Aznavour Novemberyan Zoravan Yegvart Lori Vanadzor NIG Aparan Araks Armavir Akhtamar Sevan Debed Alaverdi Alashkert Martuni |